# 城市绿道公园
城市绿道公园，最初规划为天津环城铁路绿道，位于天津市中心城区，是利用天津市始建于1908年的陈塘支线铁路等部分废弃或即将废弃的支线铁路以及沿线生态河道和控制绿地等资源建设形成的线性开放公园空间，规划中的城市绿道公园可串联河东区、河西区、南开区、西青区、红桥区、河北区等市辖区。
目前，已建成的城市绿道公园位于天津市河西区。

## 历史
1908年7月，津浦铁路在天津良王庄开工。为了便于筑路的装备、材料沿水路运至陈塘庄的海河码头卸下就近组装后运往筑路施工现场，1908年8月良王庄至陈塘庄支线铁路开工修筑，全长24.58公里，该支线于1909年8月竣工，陈塘庄站也随之建成通车。1939年，占领天津的侵华日军拆除了良陈支线和陈塘庄站。
1957年，铁道部利用原良陈支线的部分路地，并购置新的路地，修建了由天津西站至陈塘庄间的支线铁路和陈塘庄站，1959年4月投入运营。
随着工业外迁，铁路陈塘支线的运量大幅下降逐渐废弃。2010年，陈塘庄站整体拆除，在站址建设铁路职工大型住宅区。2017年12月1日，陈塘庄支线西营门站以南区段和李港铁路李七庄站至芦南线路所区段停运。陈塘支线停运后，天津市政府曾考虑将其改造成现代化市郊铁路，重新开行市郊列车，但遭到市民抵制。根据目前计划，市区段将改造为绿道公园。
2013年，天津市规划局经报天津市政府审查批复了《天津之链—天津环城铁路绿道公园规划》，该方案由天津市城市规划设计研究总院负责编制。天津市选定东起复兴河大闸，西至纪庄子供热站，全长6.4公里，作为城市绿道公园示范段，并在段内以洞庭路为起点，西至陈塘支线铁路桥，设置全长1.1公里的绿道建设试验段。
城市绿道一期项目于2019年5月18日进场，同年9月29日竣工并对外开放。截至2019年，城市绿道公园的规划仅完成陈塘支线绿道公园，因资金来源不足，仅完成示范段4.6公里建设。城市绿道二期从友谊路至解放南路，全长约1.5公里，面积约5.2万平方米，2021年6月28日正式对外开放，保留了天津铁路分局陈塘庄站旧址。